# برادلي كوبر
برادلي تشارلز كوبر (بالإنجليزية: Bradley Charles Cooper)‏؛ الشهير باسم برادلي كوبر (بالإنجليزية: Bradley Cooper)‏ (مواليد 5 يناير 1975 –)؛ هو ممثل وصانع أفلام أمريكي ولد في فيلادلفيا، بنسيلفانيا. ظهر في مسلسل إيلياس (بالإنجليزية: Alias)‏ وجاك وبوبي(بالإنجليزية: Jack & Bobby)‏. لاحقاً ظهر في فيلم متطفلي العرس (Wedding Crashers)، وفيلم رجل نعم (بالإنجليزية: Yes Man)‏، وفيلم «هو ليس معجبا بكِ فحسب» (He's Just Not That into You). أكتسب الشهرة لأدواره في الأفلام: صداع الكحول (بالإنجليزية: The Hangover)‏ في 2009، فريق النخبة (بالإنجليزية: The A-Team)‏ في 2010، بلا حدود (Limitless) في 2011، المعالجة بالسعادة (بالإنجليزية: Silver Linings Playbook)‏ في 2012، والمكان خلف أشجار الصنوبر (بالإنجليزية: The Place Beyond the Pines)‏ في 2013. لدوره في فيلم المعالجة بالسعادة، ترشح كوبر لجائزة الأوسكار لأفضل ممثل.

## النشأة
ولد برادلي كوبر في 5 يناير 1975، في مدينة فيلادلفيا، ونشأ بالقرب من جينكين تاون وريدال، في ولاية بنسيلفانيا. تنحدر والدته غلوريا كامبانو من أصول إيطالية من مدينة نابولي، وكانت تعمل لدى فرع محلي لشركة إن بي سي. في حين تعود أصول والده تشارلز كوبر إلى جزيرة أيرلندا، وكان يعمل سمساراً في شركة ميريل لينش. نشأ كوبر على رومانيًا كاثوليكيًا، وعانى أثناء صغره من ورم كوليسترولي في أذنه أدى لانثقاب غشاء الطبل عندما بدأ ممارسة الغوص في سن مبكرة. وصف كوبر طفولته قائلاً: "ظن الناس دائماً أنني فتاة عندما كنت صغيراً، ربما لأن أمي كانت تبقي شعري طويلاً. تفوقت في كرة السلة، وأحببت الطبخ. حتى أنَّ أصدقائي كانوا يأتون بعد المدرسة دوماً لأطهو لهم الطعام."

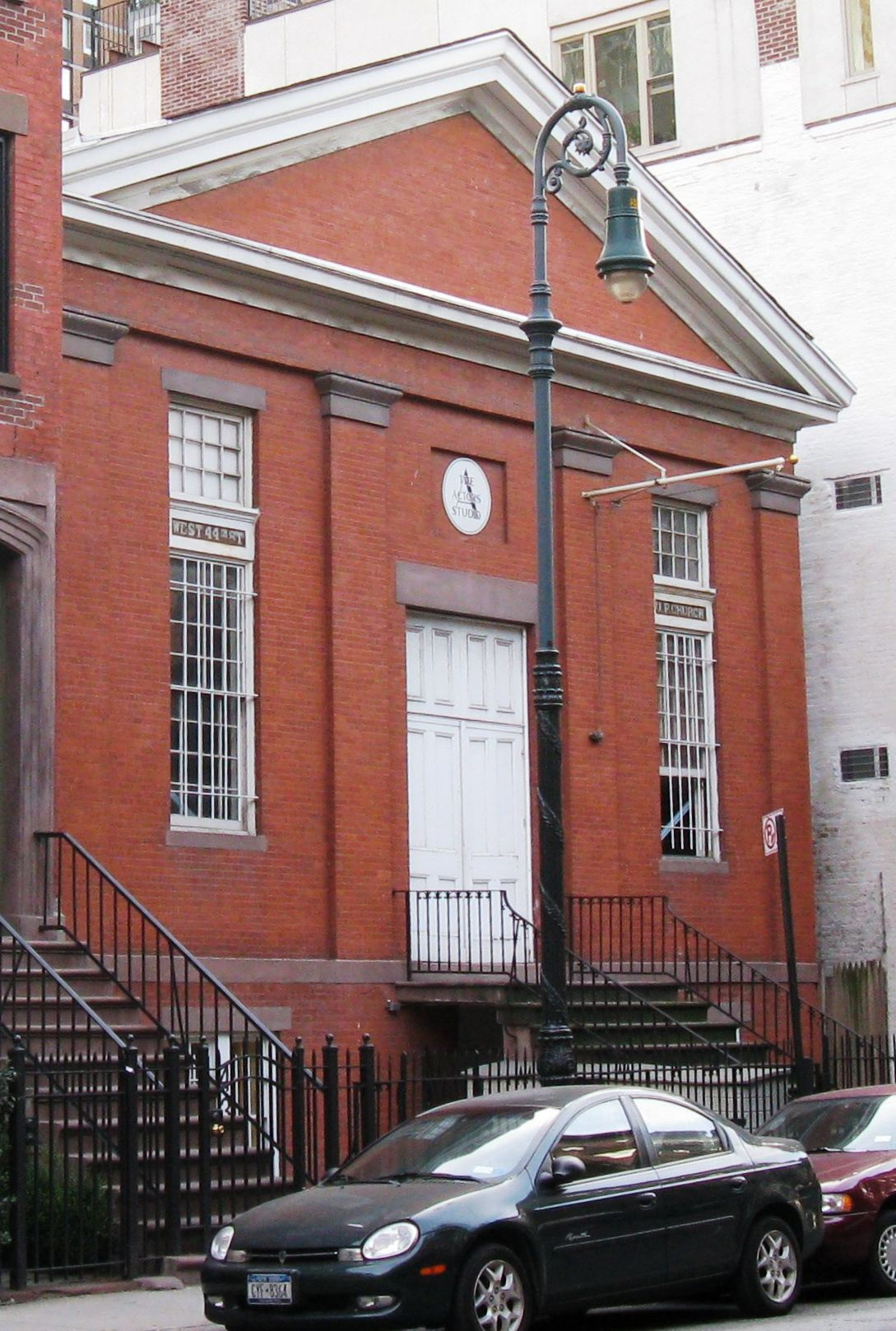
إستوديو الممثلين، حيث تدرب كوبر هناك ليصبح ممثل.

رغب كوبر في الالتحاق بأكاديمية وكلية فالي فورج العسكرية أو السفر إلى اليابان ليصبح نينجا، لكن والده دفعه في سن مبكرة للتمثيل في أفلام مثل الرجل الفيل، وهو الأمر الذي ألهمه ليكون ممثلاً في المستقبل. كانا والداه في بادئ الأمر قلقين من توجهه نحو التمثيل، لكنهما غيرا رأيهما في النهاية عندما شاهداه يلعب دور جوزيف ميريك في مقتطفات من مسرحية الرجل الفيل.
عمل كوبر في صحيفة فيلادلفيا للأخبار اليومية أثناء دراسته في أكاديمية جيرمان تاون، وقال عنه مدرسوه في هذه الفترة أنه كان تلميذاً عادياً ولم تبدو عليه علامات التميز. تخرج كوبر من الأكاديمية في عام 1993، ودرس في جامعة فيلانوفا لمدة عام قبل الانتقال إلى جامعة جورج تاون. تخرج كوبر مع مرتبة الشرف في عام 1997 من جامعة جورج تاون مع بكالوريوس في اللغة الإنجليزية. اشترك خلال فترة الجامعة في فريق التجديف وجورجتاون هوياس، وعمل مع مسرح نوماديك. أتقن كوبر اللغة الفرنسية في جورج تاون، وقضى ستة أشهر كطالب زائر في جامعة آكس أون بروفانس في فرنسا. كان أول ظهور تلفزيوني له في عام 1999 في مسلسل الجنس والمدينة، حيث مثَّل مشهداً قصيراً مع سارة جيسيكا باركر. عمل كوبر لاحقاً كمُقدِّم في المسلسل التلفزيوني السياحي غلوب تريكر (2000)، وشارك أيضاً في مسلسل ذا ستريت.
حصل كوبر على درجة الماجستير في الفنون الجميلة من كلية الدراما في مدينة نيويورك. تدرب هناك مع إليزابيث كيمب التي وصفها لاحقاً بقوله: «لم أتمكن من الاسترخاء في حياتي قبلها». وقد استمرت كيمب في تقديم المشورة له طوال مسيرته المهنية. عمل كوبر أثناء دراسته في مدينة نيويورك في فندق مورغانز، والتقى في معهده مع روبرت دي نيرو وشون بن في عدة محاضرات دراسية.

## السيرة الذاتية
هو نجل تشارلز وغلوريا كوبر، وهو من أصول أيرلندية من قبل والده، وإيطالي من جانب الأم. لديه شقيقة أكبر سنا منه تُدعي «هولي». يتحدث الفرنسية بطلاقة.

## حياته الشخصية

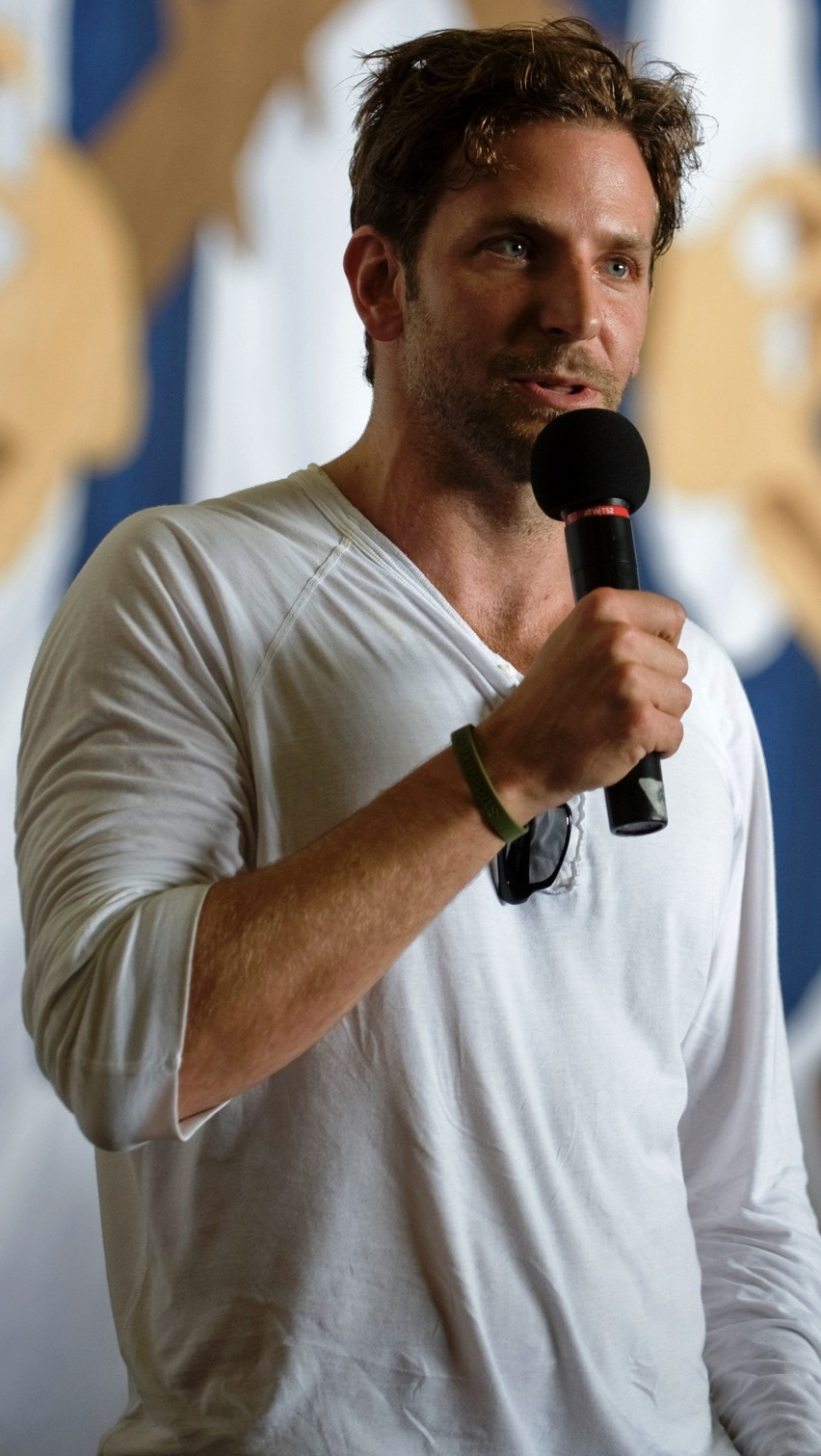
كوبر في عام 2009 خلال جولة منظمات الخدمة المتحدة.

كان متزوجا من الممثلة جينيفر إسبوسيتو منذ عام 2006 وحتي عام 2007. كما واعد عارضة الأزياء إيرينا شايك منذ عام 2015 وحتي عام 2019، وأنجب منها طفلة، «ليا دي سين»، في عام 2017.

## فيلموغرافيا
| السنة | العنوان الاصلي                 | العنوان بالعربيه              | الدور                         | ملاحظات |
| ----- | ------------------------------ | ----------------------------- | ----------------------------- | --- |
| 2001  | Wet Hot American Summer        | صيف أمريكي رطب وحار           | بن                            | |
| 2001  | Changing Lanes                 | تغيير المسارات                | جوردون بينيلا                 | مشهد محذوف |
| 2002  | My Little Eye                  | عيني الصغيرة                  | ترافيس باترسون                | |
| 2002  | Bending All the Rules          | الإحتيال على القواعد          | جيف                           | |
| 2002  | Stella Shorts 1998–2002        | أفلام ستيلا القصيرة 1998-2002 | الرجل في صف اليوجا            | |
| 2005  | Wedding Crashers               | متطفلي العرس                  | زاكاري "ساك" لودج             | |
| 2006  | Failure to Launch              | فشل الانطلاق                  | ديمو                          | |
| 2007  | The Comebacks                  |                               | راعي البقر                    | |
| 2008  | The Midnight Meat Train        | لحوم قطار منتصف الليل         | ليون كوفمان                   | |
| 2008  | The Rocker                     | ذي روكر                       | تراش جريس                     | |
| 2008  | Yes Man                        | رجل نعم                       | بيتر                          | |
| 2008  | Older Than America             | أقدم من أمريكا                | لوك                           | |
| 2009  | He's Just Not That into You    | هو ليس معجبا بك فحسب          | بن غاندرز                     | |
| 2009  | The Hangover                   | صداع الكحول                   | فيل وينيك                     | ترشح - لجائزة ساتالايت لأفضل ممثل - فيلم موسيقي أو كوميدي |
| 2009  | All About Steve                | كل شيء عن ستيف                | ستيف مولر                     | جائزة التوتة الذهبية لأسوء ثنائي (مع ساندرا بولوك) |
| 2009  | New York, I Love You           | نيويورك، أنا أحبك             | جوس كوبر                      | ظهر في الجزء الذي أخرجه ألين هيوز |
| 2009  | Case 39                        | القضية 39                     | دوغلاس أميس                   | |
| 2010  | Valentine's Day                | عيد الحب                      | هولدن ويلسون                  | |
| 2010  | The A-Team                     | فريق النخبة                   | تمبلتون بيك "فيس مان"         | |
| 2010  | Brother's Justice              | عدالة الأخ                    | برادلي / دوايت سيج            | |
| 2011  | Limitless                      | بلا حدود                      | إدي مورا                      | أيضا منتج منفذ |
| 2011  | The Hangover Part II           | صداع الكحول الجزء الثاني      | فيل وينيك                     | |
| 2012  | Hit and Run                    | اضرب واهرب                    | أليكس ديميتري                 | |
| 2012  | Silver Linings Playbook        | المعالجة بالسعادة             | باتريك "بات" سوليتانو الابن   | جائزة ساتالايت لأفضل ممثل في فيلم ترشح - لجائزة الأوسكار لأفضل ممثل ترشح - لجائزة غولدن غلوب لأفضل ممثل في فيلم موسيقى أو كوميدي ترشح - لجائزة الروح المستقلة لأفضل ممثل رئيسي أيضا منتج منفذ |
| 2012  | The Words                      | الكلمات                       | روري يانسن                    | أيضا منتج منفذ |
| 2013  | The Place Beyond the Pines     | المكان خلف أشجار الصنوبر      | أفيري كروس                    | |
| 2013  | The Hangover Part III          | صداع الكحول الجزء الثالث      | فيل وينيك                     | |
| 2013  | American Hustle                | احتيال أمريكي                 | ريتشي ديماسو                  | ترشح عنه لجائزة الأوسكار لأفضل ممثل مساعد أيضا منتج منفذ |
| 2014  | Serena                         | سيرينا                        | جورج بيمبرتون                 | |
| 2014  | Guardians of the Galaxy        | حراس المجرة                   | روكيت                         | صوت فقط |
| 2014  | American Sniper                | قناص أمريكي                   | كريس كايل                     | أيضا منتج |
| 2015  | Aloha                          | الوها                         | بريان جيلكريست                | |
| 2015  | Burnt                          | بيرنت                         | آدم جونز                      | |
| 2015  | Joy                            | جوي                           | نيل ووكر                      | |
| 2016  | 10 Cloverfield Lane            | ممر كلوفرفيلد 10              | بن                            | صوت |
| 2016  | War Dogs                       | كلاب حرب                      | هنري جيرارد                   | أيضا منتج |
| 2017  | Guardians of the Galaxy Vol. 2 | حراس المجرة 2                 | روكيت                         | صوت فقط |
| 2018  | Avengers: Infinity War         | المنتقمون: الحرب اللانهائية   | روكيت                         | صوت فقط |
| 2018  | A Star Is Born                 | مولد نجم                      | جاكسون ماين، مطرب ومؤلف أغاني | أيضا مخرج وكاتب ومنتج |
| 2018  | The Mule                       | مهرب مخدرات                   | كولين بيتس                    | |
| 2019  | Avengers: Endgame              | المنتقمون: نهاية اللعبة       | روكيت                         | صوت فقط |
| 2019  | Joker                          | جوكر                          | —                             | منتج أيضا |
| 2021  | Nightmare Alley                | زقاق الكوابيس                 | ستانتون "ستان" كارلايل        | مرحلة ما بعد الإنتاج |

## روابط خارجية
- برادلي كوبر على موقع IMDb (الإنجليزية)
- برادلي كوبر على موقع ميتاكريتيك (الإنجليزية)
- برادلي كوبر على موقع الموسوعة البريطانية (الإنجليزية)
- برادلي كوبر على موقع روتن توميتوز (الإنجليزية)
- برادلي كوبر على موقع مونزينجر (الألمانية)
- برادلي كوبر على موقع ألو سيني (الفرنسية)
- برادلي كوبر على موقع ميوزك برينز (الإنجليزية)
- برادلي كوبر على موقع تيرنر كلاسيك موفيز (الإنجليزية)
- برادلي كوبر على موقع أول موفي (الإنجليزية)
- برادلي كوبر على موقع بوكس أوفيس موجو (الإنجليزية)